# تينتوريتو
تينتوريتو (بالإيطالية: Tintoretto) (29 سبتمبر 1518 - 31 مايو 1594) اسمه الحقيقي ياكوبو كومين. كان رساماً إيطالياً و أستاذا ملحوظاً لمدرسة النهضة في البندقية. لقبت طاقته الهائلة في الرسم باسم ال فوريوسو، كما منحته قدرته على استخدام المساحات الكبيرة و التأثيرات الضوئية الخاصة تجعل منه سلفاً لفن الباروك.

## روابط خارجية
- تينتوريتو على موقع الموسوعة البريطانية (الإنجليزية)
- تينتوريتو على موقع ميوزك برينز (الإنجليزية)
- تينتوريتو على موقع إن إن دي بي (الإنجليزية)
- تينتوريتو على موقع ديسكوغز (الإنجليزية)